# San Miguelito (Intibucá)
San Miguelito (noto anche come San Miguel Guancapla) è un comune dell'Honduras facente parte del dipartimento di Intibucá.
Il comune è stato istituito nel 1870.